# Mirny (obwód homelski)
Mirny (biał. Мірны; ros. Мирный) – osiedle na Białorusi, w obwodzie homelskim, w rejonie homelskim, w sielsowiecie Dauhalessie.